# American League Championship Series
Die American League Championship Series (ALCS) ist Teil der Play-offs in der Major League Baseball. In ihr spielen die beiden Sieger der American League Division Series um die Meisterschaft der American League und den Einzug in die World Series. Dort trifft der Sieger auf den Gewinner der National League Championship Series.

## Geschichte
Die American League Championship Series wurde 1969 ins Leben gerufen, nachdem die American League in zwei Divisionen, East und West, unterteilt wurde. Es handelte sich um eine Best-of-Five-Serie, deren Sieger in die World Series einzog. 1985 wurde die Serie auf den Modus Best-of-Seven umgestellt. 1994 wurde die American League erneut umstrukturiert und in drei Divisionen aufgeteilt (East, Central, West). Seither werden die Teilnehmer der Championship Series in der vorangehenden American League Division Series ermittelt, an der die drei Divisionssieger sowie ein Wildcard-Team teilnehmen. 
Seit Ausdehnung der Series auf Best-of-Seven wird sie in einem 2-3-2-Format gespielt: Die Spiele 1, 2, 6 und 7 (soweit erforderlich) werden im Stadion desjenigen Teams gespielt, das den Heimvorteil (Home Field Advantage) hat; die übrigen Spiele im Stadion des Gegners. Die Series ist beendet, sobald ein Team vier Siege errungen hat. Seit 1995 erhält dasjenige Team den Home Field Advantage, das in der regulären Saison mehr Spiele gewonnen hat. Sollte dies jedoch das Wildcard-Team sein, erhält das andere Team den Heimvorteil. Haben beide Teams die gleiche Zahl von Siegen, entscheidet der direkte Vergleich. Von 1969 bis 1993 wechselte der Home Field Advantage hingegen zwischen den beiden Divisionen.
Mit dem Einzug der Texas Rangers in die ALCS 2010 haben nun alle Teams der American League mindestens einmal an dieser Serie teilgenommen. Neben den weiteren derzeitigen 13 Teams konnten sich auch die Milwaukee Brewers, die von 1969 bis 1997 in der American League gespielt haben, mindestens einmal hierfür qualifizieren.
Der Sieger der ALCS erhält die William Harridge Trophy.

## Most Valuable Player Award
Seit 1980 wird dem besten Spieler der ALCS der Lee MacPhail Most Valuable Player Award verliehen. 

## Ergebnisse
| Jahr | Sieger                               | Verlierer                            | Siege- Niederlagen                   | Series MVP                           |
| ---- | ------------------------------------ | ------------------------------------ | ------------------------------------ | ------------------------------------ |
| 1969 | Baltimore Orioles                    | Minnesota Twins                      | 3–0                                  |                                      |
| 1970 | Baltimore Orioles                    | Minnesota Twins                      | 3–0                                  |                                      |
| 1971 | Baltimore Orioles                    | Oakland Athletics                    | 3–0                                  |                                      |
| 1972 | Oakland Athletics                    | Detroit Tigers                       | 3–2                                  |                                      |
| 1973 | Oakland Athletics                    | Baltimore Orioles                    | 3–2                                  |                                      |
| 1974 | Oakland Athletics                    | Baltimore Orioles                    | 3–1                                  |                                      |
| 1975 | Boston Red Sox                       | Oakland Athletics                    | 3–0                                  |                                      |
| 1976 | New York Yankees                     | Kansas City Royals                   | 3–2                                  |                                      |
| 1977 | New York Yankees                     | Kansas City Royals                   | 3–2                                  |                                      |
| 1978 | New York Yankees                     | Kansas City Royals                   | 3–1                                  |                                      |
| 1979 | Baltimore Orioles                    | California Angels                    | 3–1                                  |                                      |
| 1980 | Kansas City Royals                   | New York Yankees                     | 3–0                                  | Frank White, Kansas City             |
| 1981 | New York Yankees                     | Oakland Athletics                    | 3–0                                  | Graig Nettles, New York              |
| 1982 | Milwaukee Brewers                    | California Angels                    | 3–2                                  | Fred Lynn, California                |
| 1983 | Baltimore Orioles                    | Chicago White Sox                    | 3–1                                  | Mike Boddicker, Baltimore            |
| 1984 | Detroit Tigers                       | Kansas City Royals                   | 3–0                                  | Kirk Gibson, Detroit                 |
| 1985 | Kansas City Royals                   | Toronto Blue Jays                    | 4–3                                  | George Brett, Kansas City            |
| 1986 | Boston Red Sox                       | California Angels                    | 4–3                                  | Marty Barrett, Boston                |
| 1987 | Minnesota Twins                      | Detroit Tigers                       | 4–1                                  | Gary Gaetti, Minnesota               |
| 1988 | Oakland Athletics                    | Boston Red Sox                       | 4–0                                  | Dennis Eckersley, Oakland            |
| 1989 | Oakland Athletics                    | Toronto Blue Jays                    | 4–1                                  | Rickey Henderson, Oakland            |
| 1990 | Oakland Athletics                    | Boston Red Sox                       | 4–0                                  | Dave Stewart, Oakland                |
| 1991 | Minnesota Twins                      | Toronto Blue Jays                    | 4–1                                  | Kirby Puckett, Minnesota             |
| 1992 | Toronto Blue Jays                    | Oakland Athletics                    | 4–2                                  | Roberto Alomar, Toronto              |
| 1993 | Toronto Blue Jays                    | Chicago White Sox                    | 4–2                                  | Dave Stewart, Toronto                |
| 1994 | Keine ALCS wegen des Spielerstreiks. | Keine ALCS wegen des Spielerstreiks. | Keine ALCS wegen des Spielerstreiks. | Keine ALCS wegen des Spielerstreiks. |
| 1995 | Cleveland Indians                    | Seattle Mariners                     | 4–2                                  | Orel Hershiser, Cleveland            |
| 1996 | New York Yankees                     | Baltimore Orioles(WC)                | 4–1                                  | Bernie Williams, New York            |
| 1997 | Cleveland Indians                    | Baltimore Orioles                    | 4–2                                  | Marquis Grissom, Cleveland           |
| 1998 | New York Yankees                     | Cleveland Indians                    | 4–2                                  | David Wells, New York                |
| 1999 | New York Yankees                     | Boston Red Sox(WC)                   | 4–1                                  | Orlando Hernández, New York          |
| 2000 | New York Yankees                     | Seattle Mariners(WC)                 | 4–2                                  | David Justice, New York              |
| 2001 | New York Yankees                     | Seattle Mariners                     | 4–1                                  | Andy Pettitte, New York              |
| 2002 | Anaheim Angels(WC)                   | Minnesota Twins                      | 4–1                                  | Adam Kennedy, Anaheim                |
| 2003 | New York Yankees                     | Boston Red Sox(WC)                   | 4–3                                  | Mariano Rivera, New York             |
| 2004 | Boston Red Sox(WC)                   | New York Yankees                     | 4–3                                  | David Ortiz, Boston                  |
| 2005 | Chicago White Sox                    | Los Angeles Angels of Anaheim        | 4–1                                  | Paul Konerko, Chicago                |
| 2006 | Detroit Tigers(WC)                   | Oakland Athletics                    | 4–0                                  | Plácido Polanco, Detroit             |
| 2007 | Boston Red Sox                       | Cleveland Indians                    | 4–3                                  | Josh Beckett, Boston                 |
| 2008 | Tampa Bay Rays                       | Boston Red Sox(WC)                   | 4–3                                  | Matt Garza, Tampa Bay                |
| 2009 | New York Yankees                     | Los Angeles Angels of Anaheim        | 4–2                                  | C.C. Sabathia, New York              |
| 2010 | Texas Rangers                        | New York Yankees(WC)                 | 4–2                                  | Josh Hamilton, Texas                 |
| 2011 | Texas Rangers                        | Detroit Tigers                       | 4–2                                  | Nelson Cruz, Texas                   |
| 2012 | Detroit Tigers                       | New York Yankees                     | 4–0                                  | Delmon Young, Detroit                |
| 2013 | Boston Red Sox                       | Detroit Tigers                       | 4–2                                  | Kōji Uehara, Boston                  |
| 2014 | Kansas City Royals                   | Baltimore Orioles                    | 4–0                                  | Lorenzo Cain, Kansas City            |
| 2015 | Kansas City Royals                   | Toronto Blue Jays                    | 4–2                                  | Alcides Escobar, Kansas City         |
| 2016 | Cleveland Indians                    | Toronto Blue Jays(WC)                | 4–1                                  | Andrew Miller, Cleveland             |
| 2017 | Houston Astros                       | New York Yankees(WC)                 | 4–3                                  | Justin Verlander, Houston            |
| 2018 | Boston Red Sox                       | Houston Astros                       | 4–1                                  | Jackie Bradley Jr., Boston           |
| 2019 | Houston Astros                       | New York Yankees                     | 4–2                                  | José Altuve, Houston                 |
| 2020 | Tampa Bay Rays                       | Houston Astros                       | 4–3                                  | Randy Arozarena, Tampa Bay           |
| 2021 | Houston Astros                       | Boston Red Sox                       | 4–2                                  | Yordan Álvarez, Houston              |
| 2022 | Houston Astros                       | New York Yankees                     | 4–0                                  | Jeremy Peña, Houston                 |
| 2023 | Texas Rangers(WC)                    | Houston Astros                       | 4–3                                  | Adolis García, Texas                 |
| 2024 | New York Yankees                     | Cleveland Guardians                  | 4–1                                  | Giancarlo Stanton, New York          |

(WC) = Wildcard-Team (seit 1995)